# Saint-Servant
Saint-Servant (en bretó Sant-Servant-an-Oud, en gal·ló Saent-Seran) és un municipi francès, situat a la regió de Bretanya, al departament d'Ar Mor-Bihan. L'any 2007 tenia 797 habitants. Limita amb els municipis de Guégon, Guillac, Quily, Lizio i Cruguel.

## Demografia
| 1962                                       | 1968 | 1975 | 1982 | 1990 | 1999 |  |
| ------------------------------------------ | ---- | ---- | ---- | ---- | ---- |  |
| 929                                        | 960  | 916  | 876  | 830  | 810  |  |
| Des de 1962: població sense dobles comptes |      |      |      |      |      |  |

## Administració
| Període   | Identitat        | Partit |
| --------- | ---------------- | ------ |
| 1885-1913 | François Moisan  |        |
| 1913-1935 | Mathurin Moisan  |        |
| 1935-1941 | Joseph Perrotin  |        |
| 1941-1947 | François Bihouée |        |
| 1947-1959 | Henri Perrotin   |        |
| 1959-1989 | René Danet       |        |
| 1989-2001 | Noël Perrotin    |        |
| 2001-2008 | Jean Perrotin    |        |
| 2008-     | Alain Commandoux |        |